# Place du Congrès
La place du Congrès est une place du quartier d'Outremeuse à Liège en Belgique (région wallonne).

## Histoire
Elle a été créée à partir de 1880 au lieu-dit des prés Saint-Denis (partie nord et est d'Outremeuse) et construite les années suivantes d'immeubles principalement de styles éclectique et Art nouveau.

## Description
Cette place circulaire est l'une des plus agréables de Liège. Formée de cinq îlots arborés avec bancs et d'un rond-point central occupé par un buste de Georges Simenon qui vécut dans le quartier, elle est l'aboutissement de sept voiries. La circulation se fait en sens giratoire (en périphérie de la place et au centre).

## Architecture
- Au no 4, petit immeuble de style Art déco de l'architecte Marcel Chabot (1933).
- Au no 19, la maison Counet de l'architecte Victor Rogister en style Art nouveau proche de la Sécession viennoise (1905).

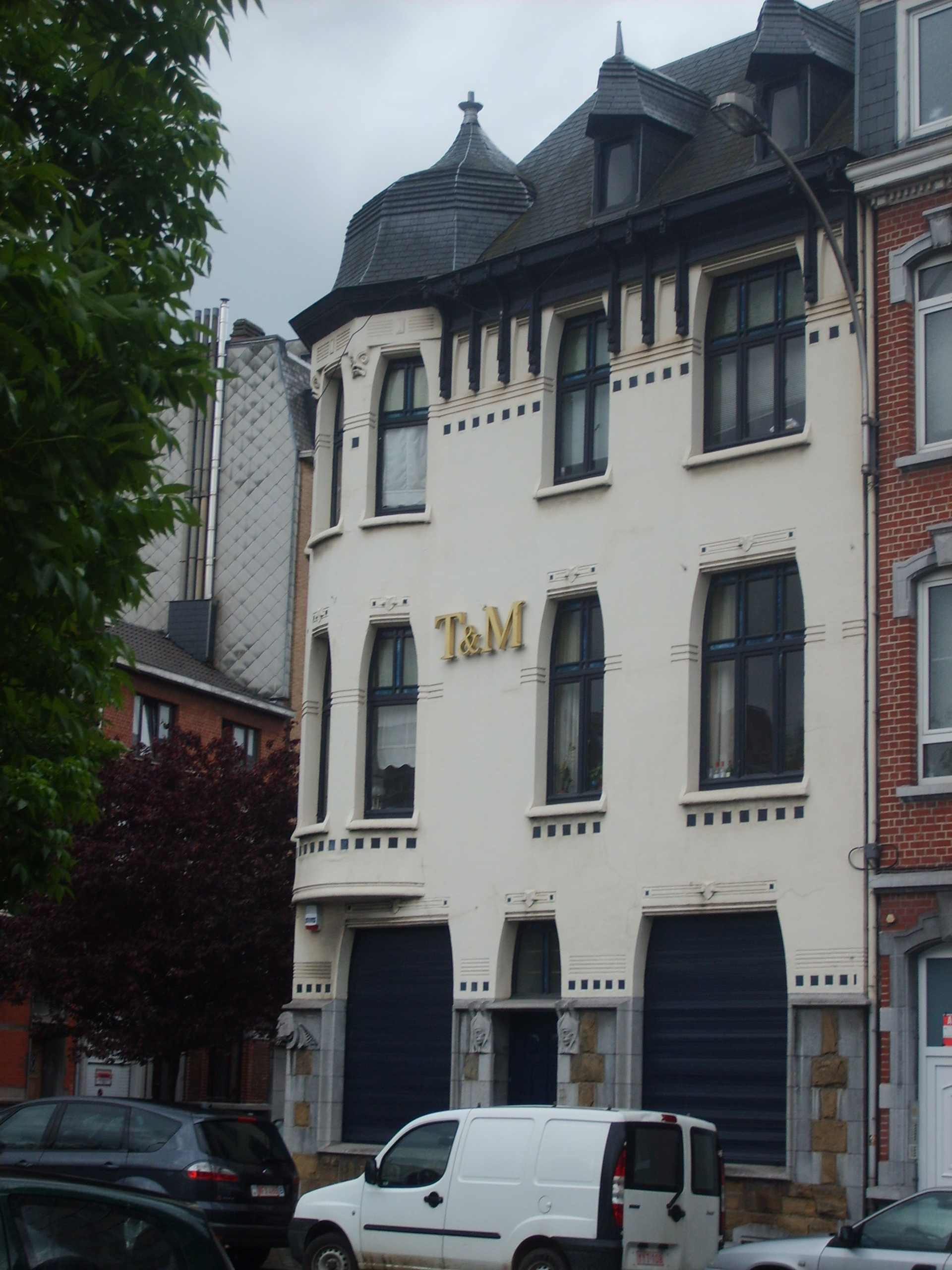
Maison Counet

## Voiries adjacentes
- Rue Jean d'Outremeuse
- Rue Georges Simenon
- Rue de la Commune
- Rue de la Province
- Rue Théodore Schwann
- Rue de la Justice
- Rue du Parlement